# Обернхоф
Обернхоф (нем. Obernhof) — община в Германии, в земле Рейнланд-Пфальц.
Входит в состав района Рейн-Лан. Подчиняется управлению Нассау.  Население составляет 353 человека (на 31 декабря 2010 года). Занимает площадь 3,85 км².